# Biology & Philosophy
Biology & Philosophy ist eine Fachzeitschrift für Philosophie mit Peer-Review, die zweimonatlich bei Springer erscheint und Beiträge in Englisch veröffentlicht. Der Fokus liegt auf der Philosophie der Biologie. Gegründet wurde die Zeitschrift 1986 von Michael Ruse, der sie von 1986 bis 2000 herausgegeben hat, bevor er von Kim Sterelny abgelöst wurde, die bis 2016 als Herausgeberin fungierte. Gegenwärtiger Herausgeber ist Michael Weisberg.
Der Impact Factor von Biology & Philosophy wurde 2019 auf 1.593 beziffert.